# Атлетіко Малагеньйо
«Атлетіко Малагеньйо» (ісп. Atlético Malagueño) — іспанський футбольний клуб з Малаги, в однойменній провінції в автономному співтоваристві Андалусія, резервна команда клубу «Малага». Клуб заснований в 1990 році, гостей приймає на арені «С'юдад Депортіва», що вміщує 1 300 глядачів. Найкращим результатом команди є 15-е місце в «Сегунді» в сезоні 2003/04.

## Історія
Клуб був заснований в 1990 році під назвою «Сосьєдад Депортіва Маласітана» і був другою командою «Атлетіко Малагеньйо» (з 1948 по 1994 рік під такою назвою виступала «Малага»). У 1994 році «Атлетіко Малагеньйо» став «Малагою», а «Сосьєдад Депортіва Маласітана» був перейменований в «Малага Б». З 2003 по 2006 рік «Малага Б» грала в Сегунді, але потім вилетіла в Сегунду Б, а ще через сезон вилетіла в Терсеру, де і продовжила виступи. З 2009 року клуб має назву «Атлетіко Малагеньйо».

## Колишні назви
- 1990—1994 — «Маласітана»
- 1994—2009 — «Малага B»
- 2009— «Атлетіко Малагеньо»

## Статистика сезонів
| Сезон     | Дивізіон | Місце |
| --------- | -------- | ----- |
| с 1990-96 | Регіонал |       |
| 1996/97   | 3ª       | 11-е  |
| 1997/98   | 3ª       | 6-е   |
| 1998/99   | 3ª       | 1-е   |
| 1999/00   | 3ª       | 7-е   |
| 2000/01   | 3ª       | 2-е   |
| 2001/02   | 3ª       | 2-е   |
| 2002/03   | 2ªB      | 2-е   |
| 2003/04   | 2ª       | 15-е  |
| 2004/05   | 2ª       | 17-е  |
| 2005/06   | 2ª       | 21-е  |

| Сезон   | Дивізіон | Місце |
| ------- | -------- | ----- |
| 2006/07 | 2ªB      | 20-е  |
| 2007/08 | 3ª       | 15-е  |
| 2008/09 | 3ª       | 4-е   |
| 2009/10 | 3ª       | 6-е   |
| 2010/11 | 3ª       | 4-е   |
| 2011/12 | 3ª       | 5-е   |
| 2012/13 | 3ª       | 4-е   |
| 2013/14 | 3ª       | 3-е   |
| 2014/15 | 3ª       | 2-е   |
| 2015/16 | 3ª       | 2-е   |
| 2016/17 | 3ª       | 1-е   |
| 2017/18 | 3ª       | 1-е   |

## Відомі гравці і вихованці
- Алексіс Руано
- Хуан Калатаюд
- Хосемі
- Хуанмі